# Alf Johansen
Alf Johansen (* 10. April 1944 in Toreby Sogn) ist ein ehemaliger dänischer Radrennfahrer.

## Sportliche Laufbahn
Johansen war im Straßenradsport und im Bahnradsport aktiv. 1963 kam er bei der nationalen Meisterschaft in der Mannschaftsverfolgung mit der zweiten Mannschaft von DBC Kopenhagen auf den 2. Platz. 1964 wurde er erneut Vize-Meister. In der Einerverfolgung wurde er beim Sieg von Mogens Frey Dritter. 
1963 startete er in der Internationalen Friedensfahrt, beendete das Etappenrennen jedoch nicht. Im Etappenrennen Skagen–Kopenhagen gewann er einen Abschnitt.